# Conrad Beissel
Johann Conrad Beissel, född i april 1690 i Eberbach, Pfalz, död den 6 juli 1768 i Ephrata, Pennsylvania, var en kristen mystiker, psalmförfattare och grundare av en amerikansk kommunitet av sabbatsfirande Schwarzenau Brethren (även tunkare eller German Baptist Brethren).

## Biografi

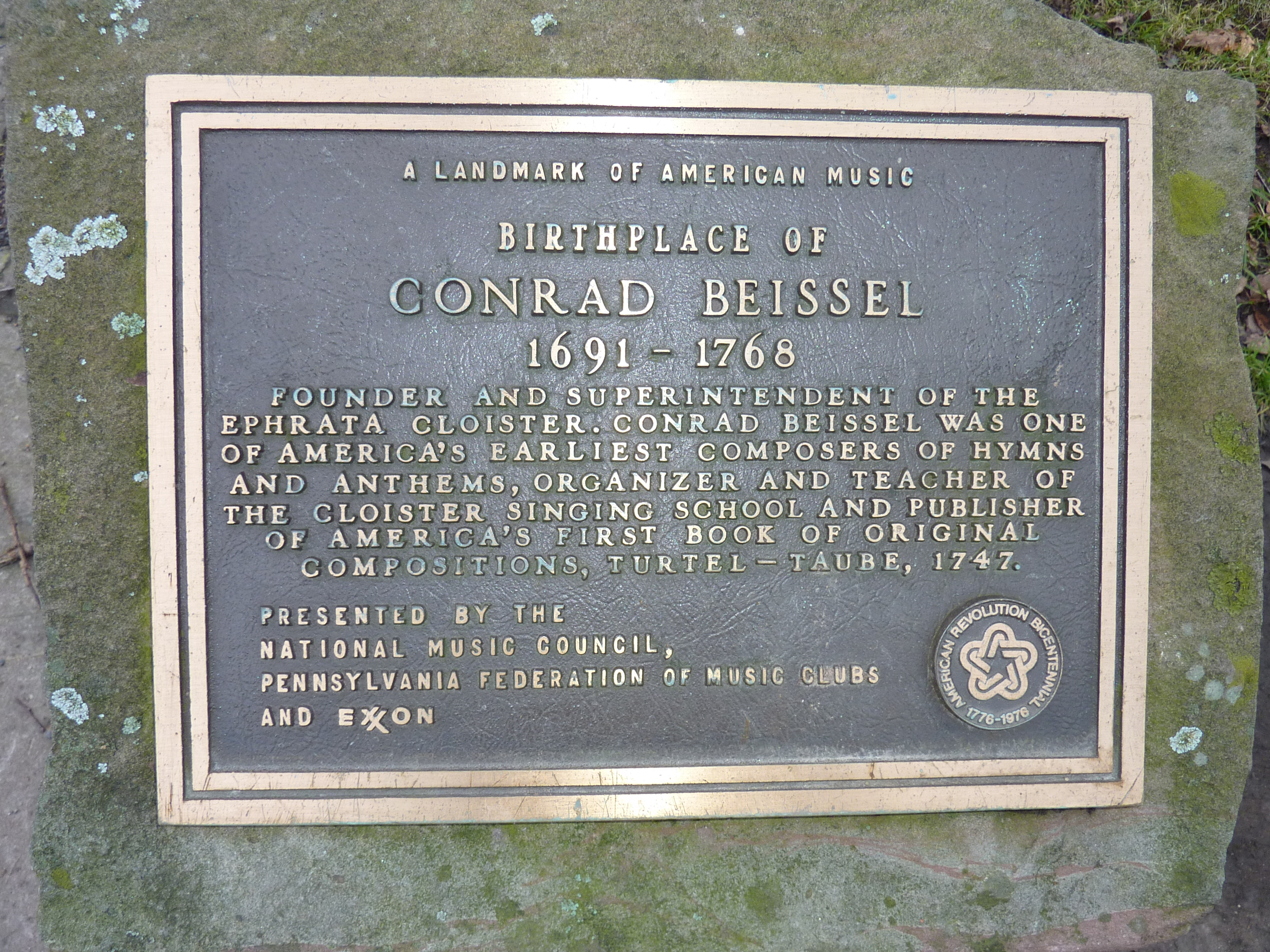
Minnestavla i Eberbach.

Beissel blev föräldralös vid åtta års ålder. Både hans far och farfar hade varit bagare.

Beissel gick i deras fotspår och kom som ung bagarlärling i Heidelberg i kontakt med radikala pietister och häktades av myndigheterna för att ha deltagit i deras möten. 

1715 genomgick han en religiös omvändelse och emigrerade 1720 till Pennsylvania, USA som erbjöd en fristad åt européer som förföljdes på grund av sin tro. I Germantown, strax utanför Philadelphia kom Beissel i kontakt med Peter Becker och grupp nyanlända Schwarzenau Brethren.
Beissel flyttade efter en tid till Conestoga i nuvarande Lancaster County, Pennsylvania. Där blev han döpt och utsågs 1724 till ledare för den nybildade församlingen.
1725 övertygade predikanten Able Noble honom om att den bibliska vilodagen var lördagen, något som han började predika i sin församling.

Sedan tidigare var Beissel också inspirerad av den tyske mystikern Johannes Kelpius och hans förkunnelse om celibat och vegetarianism.
Detta vållade splittring inom rörelsen och bröder från moderförsamlingen i Germantown kom flera gånger till Conestoga för att försöka tala Beissel till rätta. I december 1728 lämnade han sin församling och lät döpa om sig i Conestoga Creek.

### Ephrata

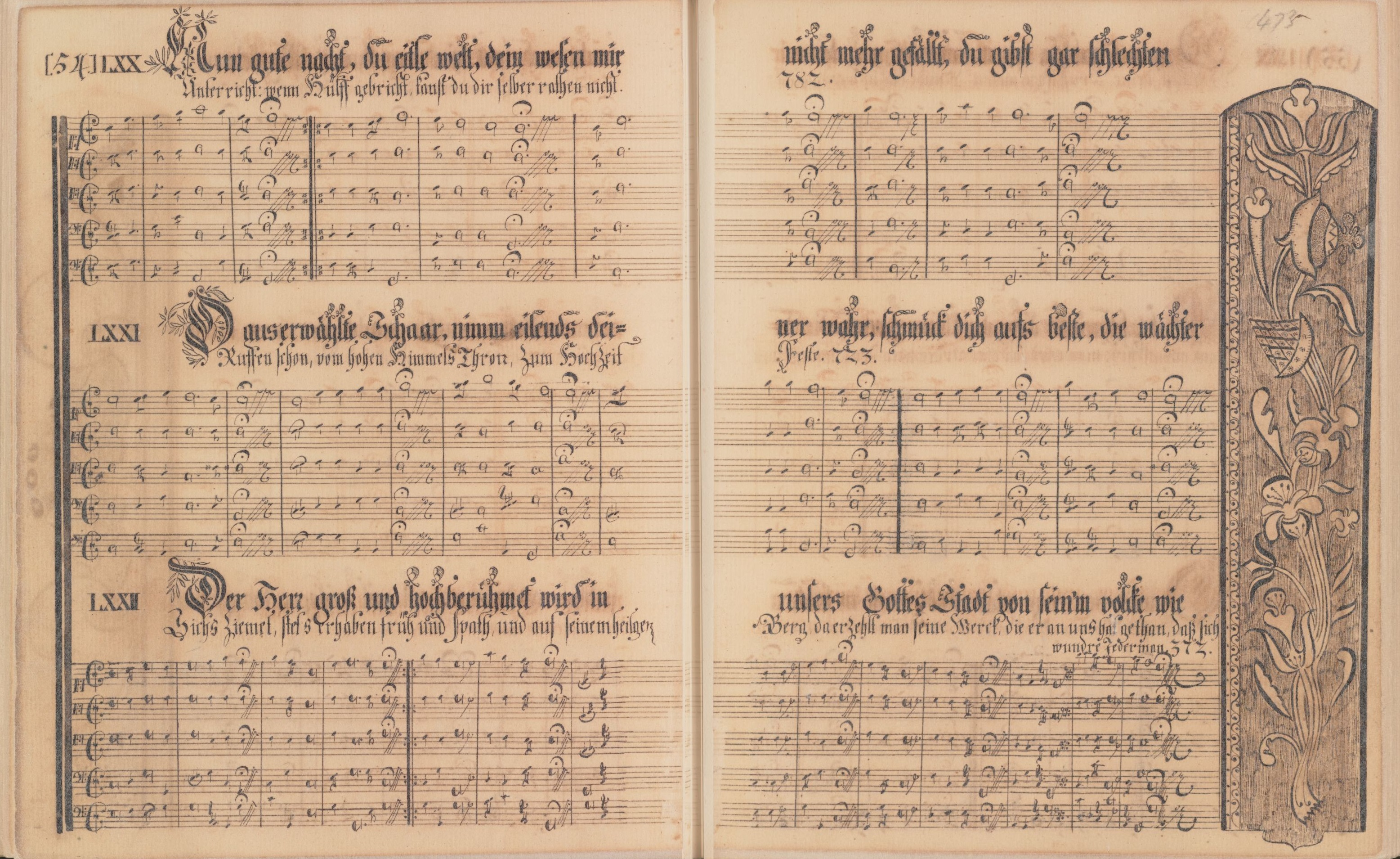
Ephratakommunitetens psalmbok.

1732 flyttade Beissel ut i vildmarken vid Cocalico Creek för att leva eremitliv. Flera av hans anhängare följde sin karismatiske ledare och började slå sig ner tillsammans med honom och följa hans exempel. Män och kvinnor levde åtskilda celibatliv men så småningom tilläts också gifta par leva i byn som växte fram. 
Utomstående kallade den först Dunkerstown men själva tog man det bibliska namnet Ephrata.

Fler och fler av de brethren kom att ansluta sig församlingen i Ephrata, särskilt sedan deras ledare Alexander Mack dött 1735. 
1740 utsågs Israel Eckerlin till ledare för klostret. Han var en driftig affärsman och lät köpa till land, anlägga fruktodlingar och bygga flera industrier (sågverk, kvarn, pappersbruk och boktryckeri) som gjorde byn närmast självförsörjande.  
Eckerlins växande popularitet skapade dock avundsjuka och rivalitet mellan honom och Beissel och snart kom det till en brytning dem emellan. Eckerlin var en kort tid rörelsens superintendent men Beissel återtog snart ledningen och Eckerlin tvingades 1745 lämna församlingen.
Beissel hade som ung lärt sig spela fiol. Han bedrev musikundervisning i klostret och skrev själv hundratals psalmer.
Flera andra församlingsmedlemmar ägnade sig åt musik, sång och poesi och deras kör var välkänd.
Bröder från Ephrata åkte på evangelisationsresor i södra Pennsylvania och församlingar bildades i Snowhill (Franklin County) 1758 och Salemville (Bedford County) 1763. I den förstnämnda församlingen levdes också klosterliv, enligt exempel från Ephrata.
Vid denna tid stod rörelsen på sin topp men när Beissel dog 1768 minskade den raskt. Klosterlivet kom att överges och
1814 registrerade de få kvarvarande bosättarna i Ephrata trossamfundet Seventh Day German Baptist Church som levde kvar till 1934. 1939 övertog staten Ephrata, som idag är en historisk minnesplats.